# Bevanda spiritosa
Una bevanda spiritosa, anche conosciuta comunemente come superalcolico, è una bevanda alcolica con titolo alcolometrico maggiore o uguale a 15 % vol, prodotta mediante distillazione oppure macerazione o aromatizzazione di alcol etilico o di altre bevande spiritose.
A livello europeo, le bevande spiritose sono normate dal Regolamento (CE) n. 110/2008, approvato il 15 gennaio 2008.

## Classificazione
A seconda della modalità con cui vengono prodotte, le bevande spiritose si possono dividere in:
- distillati: ottenuti mediante distillazione di prodotti fermentati (ad esempio, bevande fermentate, cereali o altri vegetali ricchi di glucidi o amidi, o residui della produzione di bevande fermentate);
- liquori: ottenuti mediante aromatizzazione (infusi) di alcol e/o di altre bevande spiritose, si distinguono per il sapore dolce (ad esempio, per l'Unione europea devono avere un tenore minimo di zuccheri di 70 g/l);
- amari (o bitter): ottenuti mediante aromatizzazione di alcol, si distinguono per il sapore amaro.